# Canal Las Mercedes
El canal Las Mercedes es un curso artificial de agua de 91 km de largo que desvía aguas desde el río Mapocho hacia Rinconada Lo Cerda de Maipú, para el riego agrícola de 10 000 ha en los valles de Curacaví y María Pinto.
En el kilómetro 21 su caudal es utilizado para mover las turbinas de la central hidroeléctrica Carena.

## Trayecto
Tiene su bocatoma en la ribera derecha del río Mapocho, a unos 800 m aguas abajo del puente sobre este río del camino que llega a Rinconada de Maipú.: 15 
El canal atraviesa tres túneles de 300, 1200 y 1500 metros de longitud y también un acueducto de 700 m de largo sobre el río Puangue antes de llegar a Curacaví.
Los derrames del canal después de su uso en la central hidroeléctrica y en la agricultura son drenados en el río Puangue.

Canales de riego Mallarauco y Las Mercedes al oeste de Santiago de Chile.

## Caudal y régimen
| Mes      | E    | F    | M     | A     | M     | J    | J    | A    | S     | O    | N    | D    | Prom. |
| Promedio | 10,2 | 10,2 | 10,14 | 9,955 | 10,18 | 10,2 | 10,2 | 10,2 | 10,11 | 10,2 | 10,2 | 10,2 | 10,16 |
| Máximo   | 10,2 | 10,2 | 10,2  | 10,2  | 10,2  | 10,2 | 10,2 | 10,2 | 10,2  | 10,2 | 10,2 | 10,2 | 10,2  |
| Mínimo   | 10,2 | 10,2 | 8,8   | 7,2   | 9,7   | 10,2 | 10,2 | 10,2 | 8,3   | 10,2 | 10,2 | 10,2 | 9,8   |

## Historia
Existió un fundo llamado Las Mercedes en María Pinto, Melipilla.
El 25 de noviembre de 2020, ocurrió un derrumbe en uno de los túneles del canal, cortando el abastecimiento de agua de riego de 16 mil hectáreas de los valles de María Pinto y Curacaví, y afectando a miles de agricultores de la zona.
Patricia Arancibia Clavel describe en "La agronomía en la Agricultura Chilena" el origen de este canal:
Un ejemplo de la magnitud de estas construcciones fue  el  canal de las Mercedes, realizado  gracias a la visión de los propietarios de las haciendas Las Mercedes e Ibacache, Manuel Montt y Domingo Matte respectivamente. Ellos idearon llevar las aguas del Mapocho –tras recibir los derrames del Zanjón de la Aguada- hasta sus propios fundos, asociándose posteriormente con José Manuel Balmaceda quien necesitaba irrigar la hacienda Miraflores. Estas tres haciendas, constituían una superficie de alrededor de  trece mil hectáreas.  Esta obra que duró treinta años en ser construida, puede considerarse como una de las de mayor aliento realizadas por la iniciativa particular: tenía una capacidad para llevar seis mil litros por segundo; un recorrido total de 120 kilómetros, de los cuales cerca de 100 se desarrollaron en faldeos de cerros; poseía tres túneles de 300 1.200 y 1.500 metros de longitud y un puente-acueducto de más de 700 metros de largo sobre el río Pangue al llegar a Curacaví.